# Султанија Ајше (супруга Мурата IV)
Султанија Ајше је била главна жена османског султана Мурата IV.

## Биографија
Султанија Ајше је доспела у Топкапи-палату 1626. године, да би већ у децембру 1627. године постала султанија, родивши сина шехзаде Ахмеда. Када је родила ћерку крајем 1631. године, султан Мурат је замолио своју мајку султанију Косем да дозволи да Ајше добије титулу Хасеки-султаније. Након рођења сина 1633. године, повећава јој исплату са 2,000 акчи на преко 2,500 акчи.
Током маја 1638. године, султан Мурат је именовао нову Хасеки-султанију која му је родила сина, јер су сви његови синови већ преминули. Како је син нове Хасеки-султаније преминуо у децембру 1638. године, и Ајше и Муратова нова миљеница су примале 2,00 акчи дневно.
Верује се да Ајшино последње дете била ћерка — Ајше-султанија, рођена пред крај владавине султана Мурата. 
Није могуће утврдити ко су била сва деца султаније Ајше, јер су умрли у раном детињству када је султан Мурат преминуо. Из харемских записа, позната су само њена три сина; шехзаде Ахмед, шехзаде Сулејман, и син рођен 1634. године, који је умро убрзо након рођења. Имала је и две кћери; Ханзаде-султанију и Ајше-султанију.
Након смрти Мурата IV, султанија Ајше се са својим ћеркама преселила у Стари двор, где је провела остатак свог живота. 

## Личност
Венецијански амбасадори су наводили да је султанија Ајше споља била лепа, али да изнутра није ни приближно добра као султанија Косем.